# Kira-kira
Kira-Kira - książka dla młodzieży autorstwa Cynthię Kadohata z 2005 roku. Jest ona powieścią obyczajowo-dramatyczną. 

## Fabuła
Główna bohaterka (Katie) zmaga się z codziennymi troskami. Jej ojciec postanawia wraz z rodziną przenieść się z Iowa do Georgii, gdzie dostanie bardziej opłacalną pracę niż dotychczas w wylęgarni drobiu. Na miejscu okazuje się, że jej siostra, Lynn, choruje na anemię i chłoniaka.
Po długiej chorobie siostra Katie umiera. Powoduje to załamanie się całej rodziny. Matka i ojciec głównej bohaterki przestają chodzić do pracy, a ona i jej młodszy brat, Sam, do szkoły. W połowie roku szkolnego wyjeżdżają do Kalifornii, gdzie zawsze chciała pojechać Lynn.

## Postacie
- Katie - główna bohaterka, ma 11 lat.
- Lynn - siostra Katie, ma 14 lat.
- Sam - pojawia się, kiedy rodzina Katie jest już w Georgii, brat Lynn i jej siostry. Ma 5 lat.
- Matka - mama Katie, Lynn i Sama.
- Ojciec - tata Katie, Lynn oraz Sama, mąż matki głównej bohaterki i jej rodzeństwa.
- Stryj Katsuhisa - brat taty rodzeństwa.
- Ciocia Fumi - żona Stryja.